# Pseudotriaeris karschi
Pseudotriaeris karschi là một loài nhện trong họ Oonopidae.
Loài này thuộc chi Pseudotriaeris. Pseudotriaeris karschi được miêu tả năm 1906 bởi Bösenberg & Embrik Strand.